# Pekings Nationella simstadion

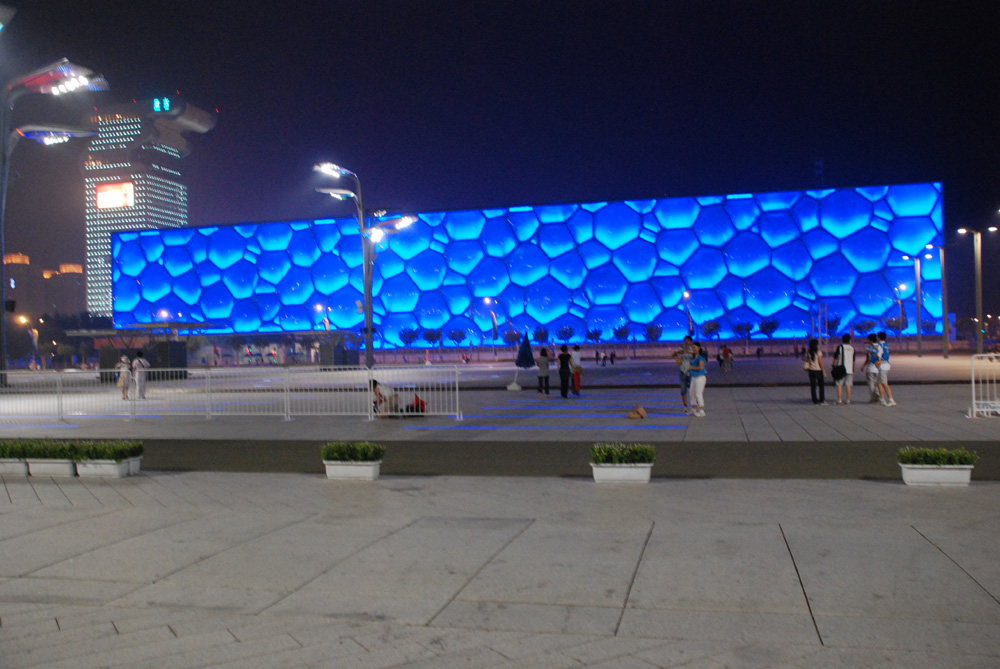
Vattenkuben nattetid.

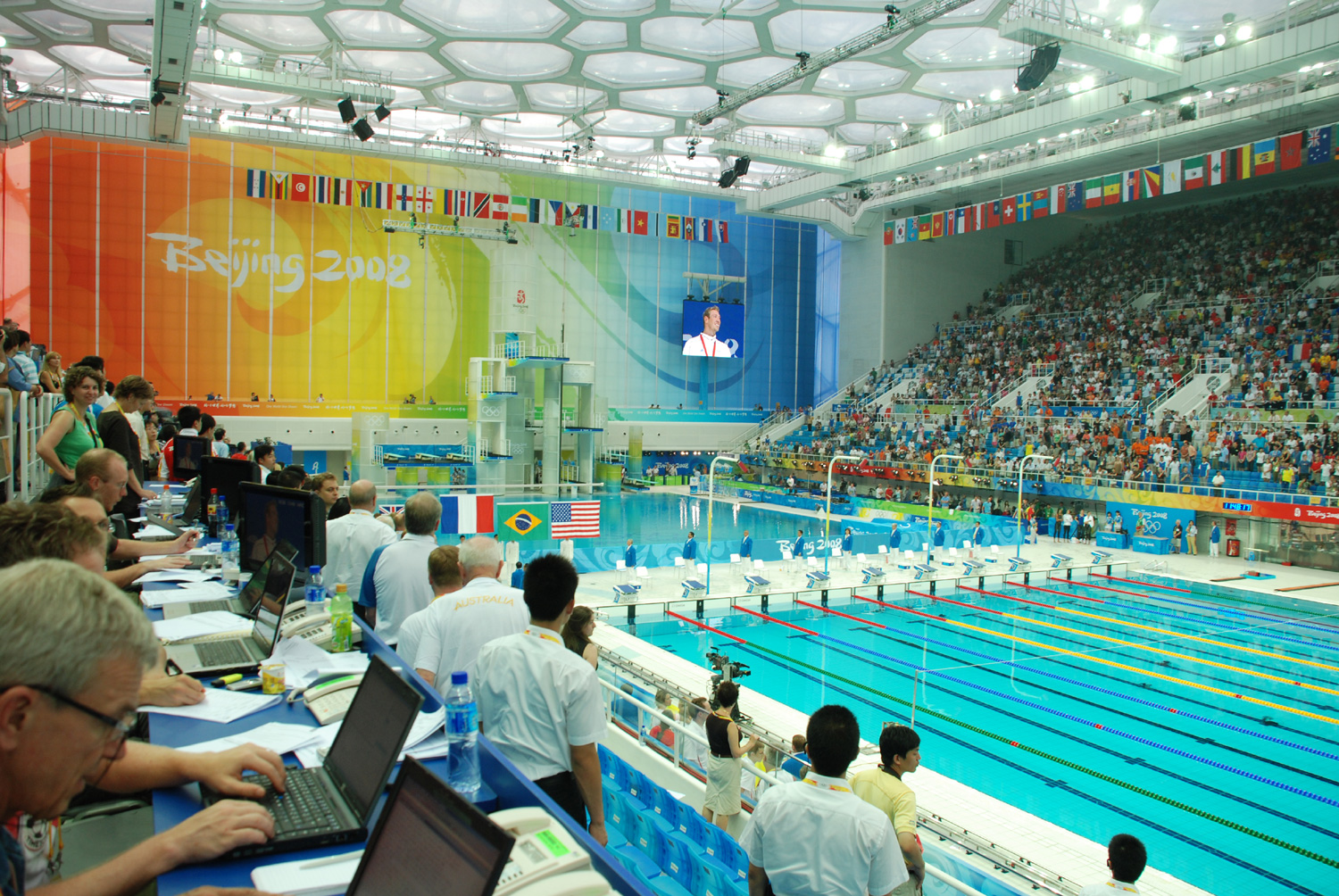
Vattenkuben invändigt.

Pekings Nationella simstadion, eller bara Nationella simstadion (officiellt namn på engelska: National Aquatics Center, kinesiska: 国家游泳中心), även kallad Vattenkuben (Water Cube, 水立方), är en simhall i Peking, Kina, som byggdes till OS 2008. Den byggdes som arena för simning, simhopp och konstsim under de olympiska och paralympiska sommarspelen 2008. Efter spelen används den för sport, kulturevenemang och rekreation.
Arenan ligger bredvid Nationalstadion och Nationella inomhusstadion i den södra delen av Olympiaparken, ett stycke norr om Förbjudna staden och Himmelska fridens torg. Den har en publikkapacitet på 6 000 åskådare.

## Byggande
I juli 2003 vann PTW Architects tillsammans med Arup, CSCEC (China State Construction and Engineering Corporation) och CSCEC Shenzhen Design Institute den internationella arkitekttävlingen om att bygga arenan. Byggandet startade den 24 december samma år, och anläggningen levererades 28 januari 2008. Byggarean är 80 000 kvadratmeter. Trots att den kallas Vattenkuben, är den inte en kub. Byggnadens basarea är en kvadrat med sidan 178 meter, och dess höjd är 31 meter.
Ytterväggar och tak är byggda av stål och ETFE, ett slags glasliknande polymermaterial. Strukturen på fasader och tak ska likna såpbubblornas naturliga formation.
Arenan finansierades av kineser boende utomlands.
I december 2018 började China Construction First Group Corporation Ltd bygga om arenan för att kunna hysa curlingtävlingarna under vinter-OS 2022 samt de paralympiska vinterspelen. Ombyggnaden har bl.a. bestått i installation av kontrollsystem för att växla mellan hög luftfuktighet och temperatur samt låga dito.

## Priser
- 2004 – Designpris vid den nionde internationella arkitekturutställningen på Venedigbiennalen.[6]

## Arrangemang
Nationella simstadion byggdes för de olympiska sommarspelen 2008, och tävlingarna i simning, simhopp och konstsim gick där. Inte mindre än 25 världsrekord sattes i arenan i samband med tävlingarna, och sju av dem sattes av amerikanen Michael Phelps. Som förklaring till det stora antalet rekord har dräkternas utveckling och bassängens stora djup angetts. Den är 3 meter djup vilket är en meter djupare än vid OS i Aten.
Även under de paralympiska spelen användes arenan för tävlingarna i simgrenar.
Under OS fanns det, förutom de 6 000 ordinarie platserna, dessutom ytterligare 11 000 tillfälliga platser, så dess totala kapacitet så länge spelen varade var 17 000 åskådare.
Under februari 2022 användes arenan för curlingtävlingarna i vinter-OS.

## Fotnoter
1. ↑  Svenska namn enligt TT-språket. ”Andra språk // Kinesiska namn - OS-arenor” (HTML). http://www.tt.se/ttsprak/skrivregler/searchResultViewResult.aspx?chapter=12&page=9&xml=ttspraket.xml&template=ttspraket.inc&section=2&search=olympiska. Läst 18 augusti 2008.[död länk] Engelska och kinesiska namn enligt den officiella OS-sajtens artikel: Beijing 2008 (2008). ”National Aquatics Center” (på engelska) (HTML). Arkiverad från originalet den 6 september 2008. https://web.archive.org/web/20080906215310/http://en.beijing2008.cn/venues/nac/. Läst 7 september 2008.
2. 1 2 3 4 5  Beijing 2008 (28 januari 2008). ”National Aquatics Center delivered for use” (på engelska) (HTML). Arkiverad från originalet den 6 september 2008. https://web.archive.org/web/20080906225739/http://en.beijing2008.cn/cptvenues/venues/nac/headlines/n214241273.shtml. Läst 7 september 2008.
3. 1 2  Arup. ”'The Water Cube', National Aquatics Centre, Beijing” (på engelska) (HTML). Arkiverad från originalet den 4 juni 2008. https://web.archive.org/web/20080604115637/http://www.arup.com/eastasia/project.cfm?pageid=1250. Läst 7 september 2008.
4. ↑  Clifford Pearson (2008). ”PTW, Arup, and CSCEC wrap a set of pools with high-tech bubbles.”. Architectural Record (McGraw Hill) 196 (7). http://archrecord.construction.com/projects/portfolio/archives/0807nationalswimming-1.asp. Läst 7 september 2008.
5. ↑  ”Vattenkuben – Curlingarenans ombyggnation inför Vinter-OS 2022”. MagiCAD. Arkiverad från originalet den 3 februari 2022. https://web.archive.org/web/20220203020836/https://www.magicad.com/sv/case/vattenkuben-curlingarenans-ombyggnation-infor-vinter-os-2022-gsite/. Läst 3 februari 2022.
6. ↑  Grundfos (april 2007). ”Olympiska byn i Kina - ett mästerverk!” (PDF) (på sv). Pressmeddelande.  Läst 7 september 2008. Arkiverad från originalet den 8 augusti 2007.
7. ↑  Scott M. Reid (18 augusti 2008). ”25 world records broken at Beijing's Water Cube” (på engelska). msnbc. http://www.msnbc.msn.com/id/26268614/. Läst 7 september 2008.[död länk]
8. ↑  ”Welcome to Thursday, 3 February”. Olympics. https://olympics.com/en/beijing-2022/. Läst 3 februari 2022.